# 1997 WR49
1997 WR49 är en asteroid i huvudbältet som upptäcktes den 26 november 1997 av LINEAR i Socorro County, New Mexico.
Asteroiden har en diameter på ungefär 9 kilometer.